# Operation Pelikan
Die Operation Pelikan (italienisch Operazione Pellicano) war eine humanitäre Operation der Italienischen Streitkräfte in Albanien in den Jahren 1991 bis 1993.

## Vorgeschichte
Im Winter 1990/91 kam es auch in Albanien zur politischen Wende. Das Volk lehnte sich gegen die Unterdrückung durch die Partei der Arbeit auf, hatte genug von Mangel und Armut. Besonders in den Endjahren war es in der Sozialistischen Volksrepublik zu großen Versorgungsengpässen gekommen. So erhielt Albanien beispielsweise in den späten 1980er Jahren Nahrungsmittelhilfe aus der Türkei. Die Infrastruktur des Landes war veraltet und marode.
Nachdem im Sommer 1990 Tausende Zuflucht in ausländischen Botschaften gesucht hatten und so ihre Ausreise erlangen konnten, kam es im Dezember in Tirana zu Studentenprotesten, die den Sturz des Einparteienregimes einläuteten. Trotz der ersten Mehrparteienwahlen im März 1991, bei denen die Kommunisten ihren letzten Sieg erzielen konnten, verschärfte sich die Krise im Land. So kam es 1991 zu einem Zusammenbruch bei Versorgung und Handel. Die neu gewählte Regierung von Fatos Nano musste bereits am 4. Juni zurücktreten, nachdem es zu einem landesweiten Generalstreik gekommen war. Für die nächsten neun Monate wurde eine Regierung der nationalen Einheit gebildet. Ihr Handlungsspielraum war aber begrenzt: Die öffentliche Ordnung und die Wirtschaft waren praktisch komplett zusammengebrochen. Der Staat konnte seine Bürger nicht mehr versorgen; Ende 1991 sollte Albanien zu 90 % von ausländischer Nahrungshilfe abhängig sein.
Immer mehr Albaner flohen in dieser Zeit in mehreren Wellen aus ihrer Heimat. Neben Griechenland sahen viele jenseits der Adria in Italien eine bessere Zukunft. So hatten allein im März 1991 über 20.000 Albaner süditalienische Adriahäfen wie Brindisi und Otranto erreicht. Eine zweite Welle brachte im Juni weitere Flüchtlinge nach Italien. Anfang August lief der Frachter Vlora in den Hafen von Bari ein mit 10.000 bis 20.000 Personen an Bord. Mit Militärflugzeugen und konfiszierten Fähren wurden die Passagiere der Vlora und weitere Migranten nach Albanien zurückgebracht, denn die Albaner wurden nicht mehr wie 1990 institutionell als Flüchtlinge aus einem kommunistischen Land willkommen geheißen, sondern – von den Medien bestärkt – als Wirtschaftsflüchtlinge wahrgenommen, die man nicht mehr aufnehmen wollte. Das italienische Parlament beschloss, die Migranten ohne individuelle Anhörung kollektiv zurückzuweisen (respingimento).
In Italien waren bereits rund 30.000 albanische Flüchtlinge – und noch viele Zehntausende warteten in ihrer Heimat auf eine Gelegenheit, das Land zu verlassen. Mit humanitärer Hilfe sollte der Auswanderungswille der Albaner geschwächt werden. Durch das Militär sollte die Aufbau- und Nothilfe in Albanien intensiviert werden.

„Den Italienern sind die Bilder in die Knochen gefahren. Als die Wirtschaft Albaniens 1991 kollabierte, Hungerrevolten und allgemeine Gesetzlosigkeit ausbrach, starteten sie die ‚Operation Pelikan‘. Zwei Jahre lang schickten sie Nahrungsmittel auch in die entlegensten Winkel. Humanitäre Beweggründe mögen eine Rolle gespielt haben. Vor allem aber wollte sich Italien die Flüchtlinge vom Halse halten.“

## Albanische und italienische Außenpolitik
Beeindruckt durch die Fluchtwellen aus Albanien sprachen Italien, die Bundesrepublik Deutschland, die Europäische Gemeinschaft, der Internationale Währungsfonds und weitere Staaten im August 1991 und den folgenden Monaten beträchtliche Nothilfe im Wert von mehreren hundert Millionen DM. Der italienische Außenminister Gianni De Michelis reiste 1991 wiederholt nach Tirana, um die albanische Regierung von Ylli Bufi zu bewegen, den Exodus zu stoppen. Am 12. August traf auch der italienische Präsident Francesco Cossiga für zwei Tage in der albanischen Hauptstadt ein, und rasch wurde ein „Sicherheitsabkommen“ (Tomas Kacza: Zwischen Feudalismus und Stalinismus) und ein Hilfsabkommen mit Albanien ausgehandelt.
Die vereinbarte Absichtserklärung sah vor, dass Italien 800 Soldaten nach Albanien schickt, um internationale Hilfsgüter im Land zu verteilen. Albanien stellte aber die Bedingung, dass die italienischen Soldaten – 50 Jahre zuvor waren Italiener noch als Besatzer in Albanien und bis vor Kurzem gehörten Italiener zum Feindbild der Staatspropaganda – nicht bewaffnet sind.

## Ablauf der Operation
Offiziell begann die Operation Pelikan Anfang September 1991. Der Einsatz des Heeres (Esercito Italiano) als wichtigste Einheit begann Mitte September 1991.
Ähnlich einer Luftbrücke wurde eine Brücke über die Adria betrieben. In den Hafenstädten Durrës und Vlora wurden Logistikzentren eingerichtet. Von dort aus wurden in einer ersten Phase bis März 1992 Nahrungsmittel und Hilfsgüter im ganzen Land verteilt. Insgesamt wurden über 90.000 Tonnen Güter, die von Italien geliefert worden waren, im Land verteilt. Auch medizinische Hilfe und die Versorgung der Bevölkerung der beiden Hafenstädte mit Medikamenten war ein Ziel. So wurden 200.000 medizinische Untersuchungen und Operationen durchgeführt. Im Januar 1992 berichtete Die Zeit, dass 900 italienische Soldaten in Albanien stationiert waren. Für den Warentransport standen ihnen 320 Lastwagen zur Verfügung. Stationiert waren sie in Durrës auf dem Gelände des ehemaligen Pionierlagers in Durrës Plazh.
Neben den Transportsoldaten waren vier Hubschrauber, Patrouillenboote und Einheiten der Carabinieri als Militärpolizisten und Schutztruppen im Einsatz. Die italienische Marine unterstützte mit mehreren Fregatten beim Transport. Die italienische Küstenwache (ihr Einsatz dauerte von Ende September bis 31. Dezember 1993) hatte Boote im Hafen Durrës und im Hafen von Vlora stationiert. Sie versuchte, albanische Boote mit Flüchtlingen am Auslaufen zu hindern, kontrollierte bereits in den albanischen Häfen die Passagiere beim Einschiffen, übernahm Aufgaben des Küstenschutzes an der östlichen Adria und unterstützte die in die Operation Pelikan involvierte Heerestruppen.
Die ursprünglich auf wenige Monate Jahr begrenzte Operation Pelikan musste weitergeführt werden, um Hunger im Land zu vermeiden. Später wurde berichtet, dass die rechtliche Grundlage für die Verlängerung wohl fehlte. 1992 wurden in Durrës täglich 2000 bis 2500 Tonnen Nahrungsmittel abgeladen. Die Kosten wurden mit 20 Milliarden Lire im Monat angegeben. Die Verteilung erwies sich als schwierig: Die Sicherheitslage im Land war schlecht und viele Orte kaum per Straße zu erreichen. Transport und Sicherheit verteuerten die Hilfsgüter um ein Mehrfaches.
Von März bis September 1993 wurden Hilfsgüter der Europäischen Wirtschaftsgemeinschaft in Albanien verteilt.
Unter dem Titel Pellicano 3 wurde von September bis Anfang Dezember 1993 nochmals italienische Hilfsgüter in Albanien verteilt. Am Schluss belief sich das Volumen der verteilten Güter auf 664.000 Tonnen.
Die Carabinieri leisteten auch technische Fortbildung für albanische Kollegen.

## Einheiten und Führung
Bei der von Logistiktruppen durchgeführten Operation waren die Bataillone „Carso“ und „Acqui“ im Einsatz.
Die Operation wurden geleitet von:
- 16. September 1991 – 7. April 1992: Brigadegeneral Antonio Quintana (für seinen Einsatz erhielt er das Heeres-Verdienstkreuz (Croce d’argento al merito dell’Esercito))[20]
- 8. April 1992 – 5. März 1993: Brigadegeneral Carlo Ciacci (für seinen Einsatz erhielt er das Heeres-Verdienstkreuz (Croce d’argento al merito dell’Esercito))[21]
- 6. März 1991 – 30. September 1993: Brigadegeneral Antonio Tobaldo (für seinen Einsatz erhielt er das Heeres-Verdienstkreuz (Croce d’argento al merito dell’Esercito))[22]
- 1. Oktober 1993 – 3. Dezember 1993: Brigadegeneral Vito Carrlucci

## Fazit
„1991 bis 1993 litten die Menschen in Albanien an Hunger. Die Operation Pelikan der Italiener verhinderte Schlimmeres.“

Das hochgesteckte Ziel des albanisch-italienischen Abkommens, in Zusammenarbeit eine politische, wirtschaftliche und soziale Krise in Albanien zu vermeiden, konnte zwar nicht erreicht werden. Die Nahrungshilfe aus Italien und von der Europäischen Gemeinschaft waren aber für den Balkanstaat, in dem die Infrastruktur nicht mehr funktionierte, Innenhandel und Transportwesen zusammengebrochen waren und die Preise ständig stiegen, überlebensnotwendig. Durch die Operation Pelikan konnte eine breite Hungersnot im Land vermieden werden, auch wenn die Monate Ende 1991, anfangs 1992 der „schlimmste Winter“ (Thomas Kacza: Zwischen Feudalismus und Stalinismus) der jüngeren Geschichte Albaniens war. Trotz ausländischer Hilfe verschlimmerte sich die Lage in Albanien in der ersten Zeit.
Als die Operation Pelikan im Dezember 1993 beendet wurde, hatte sich die Situation in Albanien soweit stabilisiert und die Versorgungslage verbessert, dass ausländische Hilfe nicht mehr nötig war und Albanien seine Bevölkerung selber  versorgen konnte.
Wiederholt kritisiert wurden die Kosten für die Verteilung, die meist in irgendeiner Form wieder nach Italien zurückflossen. Kritiker monieren, dass es günstiger gewesen wäre, die Albaner für die Transportaufgaben auszurüsten, anstatt italienische Soldaten zu schicken.
Zudem wurden die Nahrungsmittel nicht von den Italienern an die Bevölkerung verteilt, sondern einzig in die regionalen Lagerhäuser transportiert. Die Verteilung erfolgte durch den albanischen Staat oder – bis 1991 nicht existierende – private Händler. Viele Hilfsgüter erreichten nie die bedürftigen Destinatäre, die oft für die ausländische Hilfe bezahlen mussten. Es wurde beanstandet, dass durch das Verteilsystem kaum die erwünschten marktwirtschaftlichen Strukturen aufgebaut wurden, sondern vor allem die Korruption (in Albanien wie auch in Italien), der Schwarzmarkt, Wucherer und ausländische Mittelsleute profitierten. Ein Teil der Waren soll im benachbarten Ausland verkauft worden sein. Die albanische Staatsanwaltschaft warf im Prozess von 1993 beispielsweise dem ehemaligen Premierminister Fatos Nano vor, Gelder für Lebensmittel missbraucht zu haben.
Die Anwesenheit der ausländischen Soldaten hatte in Durrës zudem zur Folge, dass dort die Prostitution zu florieren begann. Frauenhandel und ihr Missbrauch sollten noch lange ein großes Problem sein in Albanien.
Durch die Operation Pelikan und die italienische Armee hatte Albanien erstmals auch Kontakt zur NATO, die bald intensiviert wurden. Seit 2009 ist Albanien selber Mitglied des Verteidigungsbündnisses.